# Арабова, Екатерина
Екатери́на Ара́бова (туркм. Ýeketerina Arabowa, 10 августа 1983, Ашхабад, Туркменская ССР, СССР) — туркменистанский спортивный стрелок. Участница летних Олимпийских игр 2008 года.

## Биография
Екатерина Арабова родилась 10 августа 1983 года в Ашхабаде.
Выступает на соревнованиях с 1997 года. Тренировалась под началом Валерия Арабова.
Окончила Национальный институт спорта и туризма в Ашхабаде.
В 2002 году участвовала в чемпионате мира в Лахти. В стрельбе из винтовки с 50 метров заняла 43-е место, в стрельбе из винтовки с 50 метров с трёх позицией — 51-е.
В 2008 году вошла в состав сборной Туркмении на летних Олимпийских играх в Пекине. Выступала в стрельбе из пневматической винтовки с 10 метров. В квалификации, набрав в четырёх сериях стрельбы 376 очков из 400 возможных, заняла последнее, 47-е место.
Восемь раз выступала в Кубке мира. Лучший результат показала в 2006 году, когда заняла в Гуанчжоу 59-е место в стрельбе из пневматической винтовки с 10 метров.
Дважды участвовала в летних Азиатских играх. В 2002 году в Пусане заняла 18-е место в стрельбе из винтовки с 50 метров, 31-е — в стрельбе из винтовки с 50 метров из трёх положений, 38-е — в стрельбе из пневматической винтовки с 10 метров. В 2010 году в Гуанчжоу стала 34-й в стрельбе из винтовки с 50 метров из трёх положений, 36-й — в стрельбе из винтовки с 50 метров.
Мастер спорта Туркменистана.